# Internet Explorer 3
Internet Explorer 3 è un web browser grafico rilasciato da Microsoft il 13 agosto 1996 per Windows e l'8 gennaio 1997 per Apple Mac OS.
Venne incluso in Windows 95 OSR2 e in Apple Mac OS 8.1.
Fu il primo browser commerciale a supportare i CSS. Fu introdotto anche il supporto ai controlli ActiveX, alle applet Java e ai contenuti multimediali in linea. Nella versione 3 vennero integrati Internet Mail e News, NetMeeting e una prima versione di Rubrica di Windows.
Il team di Internet Explorer consisteva di circa 100 persone durante il suo sviluppo di tre mesi. Fu la prima versione sviluppata senza il codice sorgente di Spyglass Mosaic, ma ne utilizzava ancora la tecnologia, così nella documentazione del programma rimasero le informazioni relative alla concessione in licenza da parte di Spyglass.
Entrò in seria concorrenza con Netscape Navigator, seppure rimanendo ancora distante dal superarne la quota di mercato. Nei mesi successivi al suo rilascio, ricercatori e hacker iniziarono a scoprire vulnerabilità di sicurezza e di privacy.
Nel settembre 1997, venne sostituito da Microsoft Internet Explorer 4, che aumentò notevolmente l'integrazione con Windows. Oggi, il download di Internet Explorer 3 non è più disponibile da Microsoft.

## Funzioni
L'interfaccia utente cambiò notevolmente: la barra degli strumenti principale appariva molto più simile a quella di Netscape Navigator, con pulsanti più grandi, icone più intricate e uno sfondo grigio chiaro. Nell'interfaccia prendeva posto anche la nuova barra degli strumenti "Collegamenti rapidi".
Le nuove funzioni comprendono:
- il supporto alla versione 3.2 dello standard HTML;[5][6]
- il supporto (parziale) ai Cascading Style Sheets (CSS);[7][8][9]
- il supporto ai frame;[10]
- il supporto a VBScript e JScript, una versione reingegnerizzata di JavaScript;[11]
- il supporto alle applet Java[5][6] tramite la "Microsoft Java Virtual Machine" (inclusa fino alla versione 5.5, quando per una battaglia legale tra Sun Microsystems e Microsoft[12] venne rimossa dal prodotto);
- il supporto ai controlli ActiveX,[5][6][8] come il controllo ActiveX "HTML Layout Control" per il posizionamento dei controlli nella pagina Web;[4][13]
- una API per gli elementi multimediali in linea ActiveMovie, che supporta la riproduzione di vari formati video e audio (tra cui MPEG e MIDI) e l'accelerazione DirectX;[4][6][13]
- il supporto alla tecnologia dei plug-in di Netscape Navigator (NPAPI);[6]
- il supporto a Virtual Reality Modeling Language (VRML) per accelerare la visualizzazione della grafica 3D;[4]
- il supporto integrato alla visualizzazione dei file immagine GIF e JPG;[13]
- il supporto ai protocolli di sicurezza Secure Sockets Layer (SSL)[5][6] e NT LAN Manager (NTLM)[senza fonte];
- i sistemi di classificazione Platform for Internet Content Selection (PICS) e Recreational Software Advisory Council internet (RSACi), per la classificazione dei contenuti Web in base ai metadati;[5][6]
- la capacità di formattare i messaggi di posta elettronica in HTML;[4]
- il supporto ai firewall standard;[4]
- una migliore qualità audio.[4]

### Software integrato
L'integrazione di diverse applicazioni, alcune delle quali aggiunte in un secondo momento, in Internet Explorer 3 ridusse notevolmente la necessità delle applicazioni helper:
- Microsoft Internet Mail e News: client di posta elettronica e news client (sostituito in Internet Explorer 4 con Outlook Express 4.0);[8]
- Rubrica di Windows: applicazione che aveva un database locale ed un'interfaccia utente che permetteva agli utenti di avere un unico elenco di contatti condiviso da più programmi. Era in grado di interrogare i server LDAP e di leggere/scrivere dati in un file .wab locale;[8]
- Microsoft Comic Chat (rinominato Microsoft Chat 2.0 in Internet Explorer 4): programma di chat testuale (IRC) che usava vignette con avatar per visualizzare testo ed emozioni;[14]
- Real Player: lettore multimediale in streaming realizzato da Progressive Networks.

Vennero inoltre inclusi nelle versioni successive di Internet Explorer 3:
- Microsoft NetMeeting: client VoIP e di videoconferenza che utilizzava il protocollo H.323 per le conferenze audio e video;[8]
- Windows Media Player: lettore multimediale audio e video per la riproduzione di diversi formati di file.[8]

## Versioni

### Versioni per Windows
Versione di test
     Aggiornamento di sicurezza
| Versione    | Versione estesa | Tipo di architettura | Pubblicato il | Nuove funzionalità                                           | Fornito con     | Supporta                  |
| ----------- | --------------- | -------------------- | ------------- | ------------------------------------------------------------ | --------------- | ------------------------- |
| 3.0 alpha 1 |                 |                      | 03/96         | Migliorato il supporto a elementi HTML come tabelle e frame. |                 |                           |
| 3.0 beta 1  |                 |                      | 29/05/96      | Supporto a VBScript, JScript e applet Java.                  |                 |                           |
| 3.0 beta 2  |                 |                      | 17/07/96      | Supporto a CSS.                                              |                 |                           |
| 3.0         | 4.70.1155       | 32 bit               | 13/08/96      |                                                              |                 | Windows 95, NT 4.0        |
| 3.0         | 4.70.1158       | 32 bit               | 24/08/96      |                                                              | Windows 95 OSR2 | Windows 95, NT 4.0        |
| 3.0         | 3.0.0.1152      | 16 bit               | 11/96         |                                                              |                 | Windows 3.1x, NT 3.51     |
| 3.0a        |                 | 16 bit               | 22/01/97      |                                                              |                 | Windows 3.1x, NT 3.51     |
| 3.01        | 4.70.1215       | 32 bit               | 30/09/96      |                                                              |                 | Windows 95, NT 4.0        |
| 3.01        | 3.01.2723       | 16 bit               | 02/97         |                                                              |                 | Windows 3.1x, NT 3.51     |
| 3.02        | 4.70.1300       | 32 bit               | 25/03/97      |                                                              |                 | Windows 95, NT 4.0        |
| 3.02a       | 3.02a.2916      | 16 bit               | 05/97         |                                                              |                 | Windows 3.1x, NT 3.51     |
| 3.03        | 3.03.2925       | 16 bit               | 08/97         |                                                              |                 | Windows 3.1x, NT 3.51     |
| 3.03 SP1    | 3.03.3006       | 16 bit               | 08/98         |                                                              |                 | Windows 3.1x, NT 3.51 SP4 |

1. ↑  Fino a Internet Explorer 4, i numeri di versione di Internet Explorer non corrispondono alle versioni effettive del browser: ciò è dovuto al fatto che Internet Explorer 1 era incluso nel pacchetto Microsoft Plus!, il quale utilizzava il numero di versione di Windows. Così, Internet Explorer 1 era identificato con il numero di versione 4.40, perché Windows 95 era la versione 4 di Microsoft Windows.

Internet Explorer 3 fu annunciato nel marzo del 1996 e fu rilasciato gratuitamente nell'agosto del 1996. Poteva essere installato, a seconda se a 16 o a 32 bit, su Windows 3.1, Windows 95, Windows NT 3.51 e Windows NT 4.0.
La versione 3.0 venne inclusa in Windows 95 OSR2, ma non più in Windows 98, che disponeva già di Internet Explorer 4.
A differenza di quanto sarebbe accaduto con le versioni successive di Internet Explorer, gli utenti che passavano a Internet Explorer 3 potevano ancora utilizzare l'ultimo Internet Explorer convertendo la versione precedente in una cartella separata. Permetteva anche di importare i preferiti da Internet Explorer 1 e 2 e da Netscape Navigator.

### Versioni per Macintosh
Versione di test
| Numero di versione | Pubblicato il   | Nuove funzionalità                                     | Fornito con |
| ------------------ | --------------- | ------------------------------------------------------ | ----------- |
| 3.0 beta           | 5 novembre 1996 |                                                        |             |
| 3.0                | 8 gennaio 1997  | Crittografia SGC a 128 bit. Solo per PowerPC.          |             |
| 3.0a               | febbraio 1997   |                                                        |             |
| 3.01               | 14 maggio 1997  | Aggiunto gestore di download. Aggiunto supporto a 68k. | Mac OS 8.1  |
| 3.01a              |                 |                                                        |             |

Internet Explorer 3.0 per Macintosh fu pubblicato il 5 novembre 1996 in versione beta, e l'8 gennaio 1997 in versione finale per PowerPC.
Un problema con un'estensione del sistema operativo utilizzata in Mac OS, denominata "CFM68K Runtime Enabler", ritardò il supporto ai computer Macintosh basati sulla linea di processori 68k fino al rilascio, il 14 maggio 1997, di Internet Explorer 3.01, l'ultima versione di Internet Explorer 3 per Macintosh prima della versione 4. Questa versione includeva anche delle funzioni tratte dalla versione per Windows di Internet Explorer 4.0, come AutoComplete e il monitoraggio dei preferiti, che notificava agli utenti gli aggiornamenti dei siti compresi nell'elenco dei preferiti. Includeva anche il supporto a JavaScript, e introduceva una funzione per la gestione dei download e una per la gestione dei cookie.

### Sviluppo di una versione per UNIX
Nel maggio 1996, Microsoft iniziò a pensare a un porting di Internet Explorer verso le piattaforme basate su UNIX.
A giugno, Microsoft stabilì un accordo con Bristol Technology per lo sviluppo di una versione di Wind/U da utilizzare per il porting di Internet Explorer da Windows a UNIX. In quel periodo, Bristol Technology aveva anche un contratto con Microsoft che consentiva l'accesso al codice sorgente di Windows fino a settembre 1997.
Il 29 luglio 1996, Microsoft annunciò ufficialmente che prevedeva entro la fine dell'anno il rilascio di una versione di Internet Explorer per UNIX. Dotandolo di una "funzionalità equivalente a quella fornita con Microsoft Internet Explorer 3.0", Microsoft si proponeva di "rispettare l'impegno di fornire il supporto completo a un browser Web per tutte le principali piattaforme", e di "supportare e promuovere gli standard aperti, compresi HTML, ActiveX e Java."
Tuttavia, in seguito a una controversia sorta nel marzo 1997 tra le due società, e con lo scadere, nel settembre 1997, del contratto con Bristol Technology per l'accesso al codice sorgente di Windows, Microsoft cambiò idea e decise di effettuare il porting della versione Windows direttamente all'interno dell'azienda utilizzando l'applicazione MainWin XDE di Mainsoft, il principale rivale di Bristol Technology (impiegandola in seguito anche per il porting di Windows Media Player e Outlook Express).
Alla fine, nell'aprile 1997 lo sviluppo di Internet Explorer 3 per UNIX, proprio quando esso era quasi pronto alla pubblicazione, venne definitivamente abbandonato in favore della versione successiva. Il 24 febbraio 1998 fu rilasciato Internet Explorer 4 per Solaris.

## Crittografia
Internet Explorer 3 è stata la prima versione del browser a supportare SSL 3.0.
Le ultime patch di Internet Explorer 3 supportavano la crittografia a 40 e a 128 bit, utilizzando Server Gated Cryptography (SGC). Microsoft avrebbe reso di nuovo disponibile la crittografia a 256 bit in Internet Explorer quasi 10 anni dopo, con la versione di Internet Explorer 7 per Windows Vista.
La crittografia a 128 bit era disponibile per queste versioni:
- Microsoft Internet Explorer 3.0 per Macintosh
- Microsoft Internet Explorer 3.02
- Microsoft Internet Explorer 3.03 per Windows NT 3.51 SP1

La versione con crittografia a 128 bit era disponibile soltanto negli Stati Uniti e in Canada, per questioni di legislazione americana. Nel resto del mondo era disponibile solo la versione con crittografia a 40 bit.

## La concorrenza con Netscape Navigator
Internet Explorer 3 fu la prima versione di Internet Explorer ad essere utilizzata su larga scala, anche se la sua quota di mercato non superò ancora quella di Netscape Navigator: essa passò infatti da circa il 3-9% all'inizio del 1996 al 20-30% entro la fine del 1997. Mentre le versioni precedenti erano state definite "pallide" in confronto a Netscape Navigator, Internet Explorer 3 "dà un duro colpo a Netscape" Navigator.
La competizione tra Netscape e Microsoft "si concentrava sul problema di quale browser Web avesse più funzionalità e il maggior supporto alle ultime tecnologie Internet, come pure di quale aderiva più rigorosamente agli RFC e ad altri standard Internet." Questa competizione iniziò a farsi sempre più seria, tanto che, per dirla con una definizione di allora, «le due società si stanno calpestando a vicenda nel tentativo di attirare gli utenti Web verso i loro prodotti.»
Nel 1996 Microsoft diceva del suo nuovo browser:
(Microsoft, 1996)
Per quanto riguarda la versione per Macintosh, una recensione fece notare:
(Clive Grace, MacUser, 1996)

## Problemi

### Sicurezza
Il 22 agosto 1996, nove giorni dopo il rilascio di Internet Explorer 3, la rivista PC Week segnalò il primo di una lunga serie di problemi di sicurezza che sarebbero stati scoperti di lì in avanti in Internet Explorer: risultato di una ricerca condotta da due ricercatori dell'Università di Princeton, Edward Felten e Dirk Balfanz, il cosiddetto "Princeton Word Macro Virus Loophole" si rivelò un problema di sicurezza molto serio:
(PC Week, 22 agosto 1996)
Microsoft si affrettò a rilasciare una patch entro il giorno successivo, ma ormai la reputazione di Internet Explorer in fatto di sicurezza era stata compromessa e la caccia alle vulnerabilità era stata innescata.

### I rapporti con Spyglass
Il contratto che Microsoft stipulò con Spyglass per lo sviluppo di Internet Explorer 1 prevedeva il pagamento a Spyglass di una tassa di base trimestrale per la licenza di Spyglass Mosaic, più una quota derivante dai ricavi di vendita del browser.
Tuttavia Microsoft, includendo Internet Explorer 3 direttamente in Windows 95 OSR2, pagò solo la tassa trimestrale minima, e Spyglass intentò causa a Microsoft. Alla fine Microsoft, il 22 gennaio 1997, concordò con Spyglass un risarcimento di 8 milioni di dollari.